# JAPEX
Japan Petroleum Exploration Company Limited (JAPEX) (石油資源開発株式会社 Sekiyu Shigen Kaihatsu Kabushiki-Kaisha?) é uma companhia petrolífera japonesa, sediada em Tóquio.

## História
A companhia foi estabelecida em 1955.